# Randy Spears
Randy Spears, né le 18 juin 1961 à Kankakee (Illinois), était un réalisateur et acteur pornographique américain. Il a tourné dans plus de 900 films. Il a depuis quitté l'industrie et dénonce maintenant les violences subies dans ce milieu.

## Biographie
Il commence son activité dans le cinéma X avec l'aide de l'actrice Ona Zee en 1987.
Randy Spears fut marié à Danielle Rogers (de 1990 à 1999) puis à Demi Delia (de 2006 à 2008). Il était danseur Chippendales.
Spears travaille pour Wicked Pictures et fait partie des AVN Hall of Fame et XRCO Hall of Fame.
Randy Spears apparaît dans Critters 2 et joue la voix d'un personnage d'un épisode d'American Dad!: "In Country... Club" (saison 5 épisode 1) en 2009.
Il met fin à sa carrière d'acteur pornographique en 2011. Il dénonce depuis les violences subies et l'impact négatif sur sa vie de ses activités dans l'industrie pornographique.

## Récompenses
- 1991 : AVN Award du meilleur acteur dans un film (Best Actor - Film) pour The masseuse[4]
- 1994 : AVN Award Best Supporting Actor - Video pour Haunted Nights (1994)
- 2000 : AVN Award Best Actor - Video pour Double Feature (1999)
- 2001 : Best Supporting Actor - Film pour Watchers (2000)
- 2001 : Best Anal Sex Scene - Film pour Façade (2000), avec Inari Vachs
- 2002 : AVN Hall of Fame
- 2002 : XRCO Hall of Fame
- 2003 : AVN Awards[5]
  - Meilleur acteur dans un second rôle - Vidéo (Best Supporting Actor - Video) pour Hercules
- 2004 : AVN Awards[6]
  - Meilleur acteur dans un film (Best Actor - Film) pour Heart of Darkness
  - Meilleur acteur dans un second rôle - Vidéo (Best Supporting Actor - Video) pour Space Nuts
- 2004 : XRCO Best Single Performance, Actor pour Space Nuts (2003)
- 2005 : AVN Awards[7]
  - Meilleur acteur dans un second rôle - Vidéo (Best Supporting Actor - Video) pour Fluff and Fold
- 2006 : AVN Awards[8]
  - Meilleur acteur dans un film (Best Actor - Film) pour Eternity
  - Meilleur acteur dans un second rôle - Film (Best Supporting Actor - Film) pour Dark Side
  - Best Group Sex Scene (Film) pour Dark Side  (avec Penny Flame, Dillan Lauren, Hillary Scott, Alicia Alighatti et John West)
- 2007 : AVN Award Best Group Sex Scene (Film) pour FUCK
- 2007 : AVN Award Best Actor (Film) pour Manhunters
- 2007 : F.A.M.E. Award for Favorite Male Star
- 2008 : AVN Award Best Supporting Actor (Film) pour Flasher
- 2010 : AVN Award Best Group Sex Scene With Special Guest Jamie Wright & Jessica Stone 2040